# جدجد أحمر
جدجد أحمر (الاسم العلمي: Gryllus rubens) هو نوع من الحشرات يتبع جنس الجدجد من فصيلة الجداجد الحقيقية.